# Thomas Vaucher
Thomas Vaucher (* 1980 in Freiburg im Üechtland) ist ein Schweizer Autor, Musiker, Schauspieler und Lehrer.

## Leben
Thomas Vaucher absolvierte das Kantonale Lehrerseminar in Freiburg und ist seitdem Primarlehrer an der Schule Heitenried. Des Weiteren ist er als Belletristik-Autor in den Genres Fantasy, Thriller und Historisches, als Sachbuchautor für Historisches, sowie als Drehbuchautor für Theater und Musicals für verschiedene Verlage tätig. 2009 erreichte seine Geschichte «Tyrions Wacht» aus der Anthologie «Der Treue geopfert» (Arcanum Fantasy Verlag) den zweiten Platz beim Deutschen Phantastik-Preis.
Seit 1998 ist Thomas Vaucher Keyboarder der Heavy-Metal-Band Emerald.

## Bibliographie

### Romane
- Lokis Fluch. Arcanum Fantasy Verlag, 2010, ISBN 978-3-939139-60-7.
- Der Löwe von Burgund. Stämpfli Verlag, 2010, ISBN 978-3-7272-1304-5.
- Hutätä. Senseland Verlag, 2012, ISBN 978-3-03718-720-3.
- Winterhelden. Stämpfli Verlag, 2013, ISBN 978-3-7272-1361-8.
- Die Akte Harlekin. Riverfield Verlag, 2016, ISBN 978-3-9524640-0-7.
- Tell – Mann. Held. Legende. Stämpfli Verlag, 2016, ISBN 978-3-7272-7900-3.
- Blutmond. Riverfield Verlag, 2018, ISBN 978-3-9524906-0-0.
- Der General. Stämpfli Verlag, 2019, ISBN 978-3-7272-6044-5.
- Der Incubus. Riverfield Verlag, 2020, ISBN 978-3-9525097-5-3.
- Das Lied der Macht 1 - Die Rückkehr der Wirker. Riverfield Verlag, 2021, ISBN 978-3-9523612-1-4.
- Das Lied der Macht 2 - Die Sturmkönigin. Riverfield Verlag, 2023, ISBN 978-3-9525702-0-3.
- Das Lied der Macht 3 - Greifendämmerung. Riverfield Verlag, 2024, ISBN 978-3-907459-00-3.
- Der Pfad der Verdammten. da bux Verlag, 2024, ISBN 978-3-906876-37-5.
- Im Schatten des Tempels - Das Lied der Macht. Riverfield Verlag, 2025, ISBN 978-3-907459-27-0.

### Sachbücher
- Schräge Vögel der deutschen Geschichte (Regionalia Verlag, 2015) ISBN 978-3-95540-186-3
- Der Engadiner Krieg (RWM Verlag, 2016) ISBN 978-3-94498-804-7

### Anthologien
- Seelenblut (Intrag International, 2006) ISBN 1-933140-39-9
- Winterwelt 2 (Intrag International, 2006) ISBN 1-933140-38-0
- Das Herz der Dunkelheit (Sieben Verlag, 2008) ISBN 394023530X
- Der Treue geopfert (Arcanum Fantasy Verlag, 2008) ISBN 978-3939139072
- Seelords – Die Macht des Mondes (Welt der Geschichten, 2009) ISSN 1864-4880
- Das Schwein hat blaue Augen – Böse Geschichten (Schreiblust Verlag, 2016) ISBN 978-3-9816481-5-7
- Moriturus: Der Letzte heißt nicht Tod (Fabylon, 2018) ISBN 978-3946773092
- Erinnert und erfunden (Zytglogge Verlag, 2019) ISBN 978-3-7296-5026-8

### Drehbücher
- Der letzte Herrscher von Heitenried (Uraufführung 2009)
- Die Entstehung des Schiffenensees (Uraufführung 2013)
- Lou Ziffer und die neun Seelenartefakte (Uraufführung 2023)
- Die Abfallpiraten (Uraufführung 2023)

## Diskografie

### Emerald Alben
- Emerald – Rebels Of Our Time (Eigenproduktion, 1999)
- Emerald – Calling The Knights (Eigenproduktion, 2001)
- Emerald – Calling The Knights – Remixed Version (Shark Records, 2002)
- Emerald – Forces Of Doom (Shark Records, 2004)
- Emerald – Hymns To Steel (Pure Steel Records, 2007)
- Emerald – Re-Forged (Pure Steel Records, 2010)
- Emerald – Unleashed (Pure Steel Records, 2012)
- Emerald – Reckoning Day (Pure Steel Records, 2017)
- Emerald – Restless Souls (ROAR! Rock of Angels Records, 2019)

### Tribute Alben mit Emerald
- A Tribute To Cirith Ungol – One Foot In Fire (Solemnity Music, 2005)
- The Riddle Masters – A Tribute To Manilla Road (Solemnity Music, 2007)
- A Tribute To Angel Witch (Unbroken Metal, 2007)
- A Tribute To Warlock (Pure Steel Records, 2008)
- By The Gods – A Noble Tribute To Virgin Steele (Majestic Metal Records, 2015)

### Compilations mit Emerald
- Tell Hits Vol. 1 (Abridge / Able Records, 2000)
- Pounding Metal Vol. II – The Underground Strikes Back (Pounding Metal Distribution, 2001)
- Underground Power Vol. 1 (Sirrah Productions, 2001)
- Holy Sword Vol. 1 (Holy Sword, 2001)
- Pounding Metal Vol. IV (Pounding Metal Distribution, 2001)
- Power Battle Vol. 2 (OTR Productions, 2001)
- Underground Fighters III – The Axe Of Metal (Fatal Call Fanzine, 2002)
- Heavy Metal Daze Vol. 1 (Temple of Steel Magazine, 2002)
- Metal Coven Vol. 1 (Metal Coven Webzine, 2002)
- Banging Impulse Vol. 2 (Banging Impulse Fanzine, 2004)
- Heavy Metal Nation IV (Quam Libet Records, 2008)
- Rock Hard – Guerilla.TV DVD Vol. 17 (Rock Hard Verlags- und Handels GmbH, 2010)
- Steel for an Age (Trigger Records, 2011)
- Heavy Metal Nation VII – Shares For Bears (Quam Libet Records, 2011)
- Heavy Metal Nation VIII – True As Steel Anniversary Edition (Quam Libet Records, 2011)
- Up The Hammers VI Festival DVD (Music Box Productions, 2011)
- Rock Hard – Lauschangriff Volume 014 (Rock Hard Verlags- und Handels GmbH, 2012)
- Hear It! Volume 63 (Rock It! Magazin, 2012)
- Heavy Metal Nation IX – Recordings Of Fear (Quam Libet Records, 2013)
- Visual Diamonds (Pure Steel Records, 2017)
- Souls Of Rock - Compilation Volume 2 (Brownsville Records, 2017)
- Rock Hard – Lauschangriff Volume 073 (Rock Hard Verlags- und Handels GmbH, 2019)

### Gastauftritte
- Distant Past - Extraordinary Indication of Unnatural Perception (Kayfabe Sound, 2005)
- Aska - Fire Eater (Pure Steel Records, 2013)
- Forge - A Dark Prophecy (Eigenproduktion, 2016)
- Forge - Heimdall (Eigenproduktion, 2018)
- Aska - Knight Strike (Vanadium Records, 2024)

### Sonstiges
- Üses Schloss (Eigenproduktion, 2009)